# تاباكولو بني المؤخرة
تاباكولو بني المؤخرة (الاسم العلمي: Scytalopus latebricola) (بالإنجليزية: Brown-rumped Tapaculo)‏ هو نوع من الطيور يتبع جنس التاباكولو من فصيلة التاباكولات.